# Байков, Сергей Алексеевич
Сергей Алексеевич Байков (14.08.1927 — 14.10.1988) — директор совхоза «Астраханский» Наримановского района Астраханской области, Герой Социалистического Труда (13.03.1981).
Родился 14 августа 1927 г.
После окончания Астраханского ветеринарного техникума направлен в совхоз «Прикаспийский» и работал там 14 лет ветеринаром и главным зоотехником.
Осенью 1967 г. назначен директором совхоза «Астраханский» (с. Буруны) и за годы руководства сделал его одним из лучших хозяйств в Астраханской области.
По отчёту за 1985 год:
- 4 тысячи голов КРС, 60 тысяч овец, утки.
- производство мяса — 1050 тонн, в том числе утиного — 300 т.
- производство шерсти в чистом волокне −135 тонн.
- производство арбузов — 50 тысяч тонн.
- машинный парк: 245 тракторов, 110 автомобилей, 160 насосных станций, 150 дождевальных установок.

В п. Буруны построены трёхэтажная школа, двухэтажная больница, Дворец культуры со спортивным залом детский комбинат, универмаг. От районного центра до посёлка построена асфальтовая дорога.
Умер от сердечного приступа 14 октября 1988 года на 62 году жизни.
Герой Социалистического Труда (13.03.1981). Награждён орденами Ленина, Трудового Красного Знамени, медалью «За трудовую доблесть», медалями ВДНХ.